# ایسپ راکی
راکیم میرس (به انگلیسی: Rakim Mayers) (زادهٔ ۳ اکتبر ۱۹۸۸) که با نام هنری اِیسَپ راکی (به انگلیسی: ASAP Rocky؛ به سبک نگارش: A$AP Rocky) شناخته می‌شود، رپر آمریکایی است. وی اکنون عضو گروه هیپ هاپ اِیسَپ ماب است.
«لانگ. لیو. اِیسَپ» (به انگلیسی: Long. Live. ASAP) اولین آلبوم استودیویی وی در ۱۵ ژانویه ۲۰۱۳ منتشر شد و در صدر دو بخش، بیلبورد ۲۰۰ و آلبوم‌های برتر آراندبی/هیپ-هاپ در جدول بیلبورد قرار گرفت، آلبوم با ۱۳۹٬۰۰۰ نسخه فروش جزء پرفروش‌ترین آلبوم‌های ایالات متحده بود و بعد هم از سوی انجمن صنعت ضبط موسیقی در ایالات متحده آمریکا نشان طلا دریافت کرد. «ات لانگ. لست اِیسَپ» (به انگلیسی: At. Long. Last. A$AP) آلبوم دوم استودیویی وی نیز در صدر دو بخش، بیلبورد ۲۰۰ و آلبوم‌های برتر آراندبی/هیپ-هاپ در جدول بیلبورد ایالات متحده قرار گرفت.
در ۵ دسامبر ۲۰۱۱، وی نامزد نظرسنجی صدای ۲۰۱۲ بی‌بی‌سی شد.